# Hato Puerco Abajo
Hato Puerco Abajo es un barrio ubicado en el municipio de Villalba en el Estado Libre Asociado de Puerto Rico. En el Censo de 2010 tenía una población de 1764 habitantes y una densidad poblacional de 224,71 personas por km².

## Geografía
Hato Puerco Abajo se encuentra ubicado en las coordenadas 18°5′55″N 66°29′7″O / 18.09861, -66.48528. Según la Oficina del Censo de los Estados Unidos, Hato Puerco Abajo tiene una superficie total de 7.85 km², de la cual 6.01 km² corresponden a tierra firme y (23.46%) 1.84 km² es agua.

## Demografía
Según el censo de 2010, había 1764 personas residiendo en Hato Puerco Abajo. La densidad de población era de 224,71 hab./km². De los 1764 habitantes, Hato Puerco Abajo estaba compuesto por el 81.58% blancos, el 10.26% eran afroamericanos, el 0.17% eran amerindios, el 6.46% eran de otras razas y el 1.53% pertenecían a dos o más razas. Del total de la población el 99.89% eran hispanos o latinos de cualquier raza.